# Tikhomir Ivanov
Tikhomir Ivaylov Ivanov (né le 11 juillet 1994 à Pleven) est un athlète bulgare, spécialiste du saut en hauteur.

## Carrière
Son record est de 2,28 m, obtenu à Kragujevac le 3 août 2014. Il est finaliste aux Championnats d'Europe 2014 avec 2,26 m, après avoir été 12e aux Championnats d'Europe juniors 2013.
Il remporte les Jeux balkaniques 2014.  
Le 16 juin 2016, il porte à Sofia son record à 2,29 m, ce qui lui donne le minima pour les Jeux olympiques de Rio de Janeiro. Aux Jeux olympiques, lors des qualifications, il égale son record personnel et se qualifie pour la finale. En finale, il franchit à nouveau 2,29 m et termine 10e de la compétition. 
Le 8 février 2017, il établit à Banská Bystrica son record personnel en salle avec 2,28 m. 4e des Championnats d'Europe en salle de Belgrade en mars 2017, Ivanov porte son record à 2,30 m lors des Championnats d'Europe par équipes seconde league se déroulant à Vaasa en Finlande puis réédite le 28 lors du Golden Spike Ostrava. Le 11 août, en qualifications des championnats du monde de Londres, il réalise 2,31 m, record personnel, et se qualifie en finale. Lors de la finale, il se blesse lors de sa barre d'entrée et déclare forfait pour la suite du concours. 
Il termine 9e des championnats du monde en salle 2018 et 4e des championnats d'Europe en salle 2019.
Le 10 juillet 2019, il remporte la médaille d'or à l'Universiade d'été de Naples avec un saut à 2,30 m, la seconde meilleure performance de sa carrière en plein air.

## Palmarès
| Date | Compétition                       | Lieu             | Résultat | Marque |
| ---- | --------------------------------- | ---------------- | -------- | ------ |
| 2014 | Championnats d'Europe             | Zürich           | 6e       | 2,26 m |
| 2015 | Championnats d'Europe espoirs     | Tallinn          | 7e       | 2,18 m |
| 2016 | Championnats d'Europe             | Amsterdam        | 5e       | 2,24 m |
| 2016 | Jeux olympiques                   | Rio de Janeiro   | 10e      | 2,29 m |
| 2017 | Championnats d'Europe en salle    | Belgrade         | 4e       | 2,27 m |
| 2017 | Championnats d'Europe par équipes | Vaasa            | 1er      | 2,30 m |
| 2017 | Championnats du monde             | Londres          | finale   | NM     |
| 2018 | Championnats du monde en salle    | Birmingham       | 9e       | 2,20 m |
| 2019 | Championnats d'Europe en salle    | Glasgow          | 4e       | 2,22 m |
| 2019 | Universiade                       | Naples           | 1er      | 2,30 m |
| 2019 | Championnats d'Europe par équipes | Varazdin         | 1er      | 2,24 m |
| 2019 | Ligue de diamant                  | Ligue de diamant | 3e       | 2,30 m |
| 2022 | Championnats d'Europe             | Munich           | 8e       | 2,18 m |
| 2024 | Jeux olympiques                   | Paris            | 8e       | 2,27 m |

## Records
| Épreuve         | Épreuve   | Marque | Lieu                                    | Date                                                      |
| --------------- | --------- | ------ | --------------------------------------- | --------------------------------------------------------- |
| Saut en hauteur | Plein air | 2,31 m | Londres                                 | 11 août 2017                                              |
| Saut en hauteur | En salle  | 2,28 m | Banská Bystrica Belgrade Sofia Istanbul | 8 février 2017 4 mars 2017 4 février 2018 16 février 2019 |